# Grünebach
Grünebach é um município da Alemanha localizada no distrito de Altenkirchen, na associação municipal de Verbandsgemeinde Betzdorf, no estado da Renânia-Palatinado.

## População
| - 1815 – 117 - 1835 – 120 - 1871 – 202 - 1905 – 271 - 1939 – 304 | - 1950 – 395 - 1961 – 395 - 1970 – 514 - 1987 – 526 - 2005 – 560 |